# Walter Ulbricht
Walter Ulbricht (Ernst Paul Walter Ulbricht), nemški komunistični politik, * 30. junij 1893, Leipzig, Nemško cesarstvo, † 1. avgust 1973, Groß Dölln pri Templinu, Nemška demokratična republika.
Bil je vodilni vzhodnonemški politik, ki je po koncu 2. svetovne vojne skupaj z nekaj drugimi nemškimi komunisti vrnil iz Moskve (t. i. Ulbrichtova skupina) nazaj v Nemčijo v sovjetsko okupacijsko cono, kjer je 1946 organiziral združitev komunistov in socialistov v Enotno socialistično stranko Nemčije, ki je bila nosilka vse dejanske oblasti v 1949 ustanovljeni NDR. 1950 je postal generalni(?) (od 1953 prvi) sekretar te stranke (do leta 1971, ko ga je nasledil Erich Honecker), kar je bil položaj dejanskega voditelja NDR.
Po smrti predsednika republike Wilhelma Piecka je postal tudi formalno vodja države (predsednik Državnega sveta Nemške demokratične republike 1960–1973, do svoje smrti). Med drugim je imel ključno vlogo pri odločitvi za gradnjo Berlinskega zidu.